# Велико морско прасе
Велико морско прасе или велико заморче (Cavia magna) је врста глодара из породице морских прасића или заморчића (Caviidae).

## Распрострањење
Ареал врсте је ограничен на мањи број држава.Врста је присутна у Уругвају и Бразилу.

## Станиште
Станишта врсте су шуме, травна вегетација, мочварна и плавна подручја и брдовити предели.

## Угроженост
Ова врста је наведена као последња брига, јер има широко распрострањење и честа је врста.